# Кабылбаев, Шракбек Кабылбаевич
Шракбек Кабылбаевич Кабылбаев (8 марта 1908, аул Абыралы № 3, Каркаралинский уезд, Семипалатинская область, Российская империя — 5 июля 1976, Алма-Ата, Казахская ССР, СССР) — советский  государственный деятель, министр внутренних дел Казахской ССР, генерал-лейтенант внутренней службы, заслуженный работник МВД.

## Биография
Родился 8 марта 1908 года в ауле Абыралы № 3 Каркаралинского уезда Семипалатинской области. Происходит из рода байбори рода каракесек племени аргын. Отец Кабылбай и мать Масура были ветеранами труда, всю жизнь посвятившие работе в колхозе. Шракбек Кабылбаев обучался в казахской школе для взрослых в Семипалатинске. Окончил Семипалатинское педагогическое училище.
В 1932 году был призван в ряды Красной армии ВС Союза ССР. С 10 ноября 1932 года до 14 ноября 1933 года служил в Национальном кавалерийском полку Красной армии в городе Алма-Ата.
После службы в РККА Шракбек Кабылбаев был принят в ОГПУ-НКВД, где проработал с 20 ноября 1933 года до 10 марта 1938 года.
До 1954 года заведующий отделом административных органов ЦК КП Казахской ССР. С 10 августа 1954 года по 18 ноября 1959 года — Министр внутренних дел Казахской ССР. 18 ноября 1959 года был снят с должности и отдан под суд за расстрел Темиртауской демонстрации, судом полностью оправдан. С 1959 года до 1967 года заместитель начальника, затем начальник УВД Алма-Атинской области. С 1967 вернулся на должность министра внутренних дел Казахской ССР, где проработал до 1973 года.
Первый генерал милиции Шракбек Кабылбаев ушел из жизни 5 июля 1976 года в возрасте 68 лет. Похоронен на Центральном кладбище Алматы.
Именем Кабылбаева названа Кустанайская академия Министерства внутренних дел Республики Казахстан.

## Сочинения
Шракбек Кабылбаевич автор сборников очерков о деятельности милиции Казахской ССР: «Расследование продолжается» (1965 год), «Синие шинели» (1969 год), «Преступления могло не быть!» (1970 год), «Особое назначение» (1972 год), «Бессонный патруль» (1974 год).

### Специальные звания
- генерал внутренней службы 2-го ранга;
- генерал-лейтенант внутренней службы;

### Награды
Награждён орденами Ленина, Трудового Красного Знамени, Красной Звезды, многими медалями. Также награждён Почётной грамотой Верховного Совета Казахской ССР, знаком «Заслуженный работник МВД СССР». Депутат Верховного Совета Казахской ССР.

### Семья
Женат, жена — Газиза Мусиновна, сын — Марат, дочери — Райхан и Асия.